# Apatura minor
Apatura minor är en fjärilsart som beskrevs av Eugen Johann Christoph Esper 1777/79. Apatura minor ingår i släktet Apatura och familjen praktfjärilar. Inga underarter finns listade i Catalogue of Life.